# Dejan Obrez
Dejan Obrez, slovenski športni komentator in nogometaš, * 5. november 1975.
Obrez je nekdanji poklicni nogometaš, ki je od leta 1993 do 1997 v 1. slovenski nogometni ligi igral za CM Celje, Svobodo Ljubljana, Izolo, Korotan in Rudar.
Svojo komentatorsko kariero je začel na Radiu Celje. Od avgusta 2009 skupaj z bratom Goranom ko mentira tekme nogometne Lige prvakov na Sport klubu. Poleg tega na Sportklubu komentira tekme angleške Premier lige in slovenske Prve lige Telemach.